# Zales Ecton

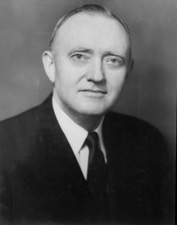
Zales Ecton

Zales Nelson Ecton (* 1. April 1898 in Weldon, Decatur County, Iowa; † 3. März 1961 in Bozeman, Montana) war ein US-amerikanischer Politiker (Republikanische Partei), der den Bundesstaat Montana im US-Senat vertrat.

## Leben
Als Zales Ecton neun Jahre alt war, verließen seine Eltern mit ihm Iowa und zogen nach Montana, wo sich die Familie im Gallatin County niederließ. Dort besuchte er die öffentlichen Schulen, später dann das Montana State College in Bozeman sowie die Law School der University of Chicago. Ab 1921 war er als Rancher tätig, wobei er sich auf den Getreideanbau und die Viehzucht konzentrierte.
Politisch war er erstmals 1933 aktiv, als er ins Repräsentantenhaus von Montana einzug. Innerhalb der Staatslegislative wechselte er 1937 in den Senat, in dem er bis 1946 verblieb. In diesem Jahr bewarb er sich um einen der beiden Sitze Montanas im US-Senat. Amtsinhaber Burton K. Wheeler hatte die Primary der Demokraten gegen Leif Erickson, einen Richter am Supreme Court des Staates, verloren. Ecton setzte sich gegen Erickson mit 54 Prozent der Stimmen durch und trat sein Mandat in Washington am 3. Januar 1947 an. Beim Versuch der Wiederwahl unterlag er sechs Jahre später nur knapp dem Demokraten Mike Mansfield.
Ecton zog sich danach aus der Politik zurück und kümmerte sich wieder um seine Ranch. Er war der letzte republikanische Senator aus Montana bis zum Wahlsieg von Conrad Burns im Jahr 1988.